# Centre dels Demòcrates Socials

Logo del CDS en els anys 1990

El Centre dels Demòcrates Socials (CDS) és un partit polític francès de centredreta, de convicció demòcrata-cristiana, fundat el 1976 de la fusió del Centre Demòcrata i del Centre Democràcia i Progrès. Un dels membres fundadors de la de la Unió per a la Democràcia Francesa en 1978, va constituir un grup parlamentari autònom el 1988 (Unió del Centre), després es fusionà amb el PSD i esdevingué Força Demòcrata el 1995, sota l'impuls de François Bayrou.
La seva ideologia és la democràcia cristiana. Efectivamnent, es remunta al catolicisme social d'Albert de Mun. Per a aquesta família política, l'Estat ha d'estar descentralitzat amb l'organització d'òrgans distints a nivell local i d'altres al servei de l'acció social.
Des de 1945, la democràcia cristiana es pronuncià a favor de la construcció europea i de la construcció d'òrgans supranacionals capaços de plantar cara als problemes d'ocupació, canvi climàtic, seguretat ciutadana i terrorisme. Es pronunciaren a favor de la cooperació entre els Estats europeus en aquestes famílies i la cració d'un intermedari supranacional amb poder superior als dels estats, com en una Europa federal.
Els representants d'aquesta tendència en els anys 1990 han estat François Bayrou, Dominique Baudis, Pierre Méhaignerie, Philippe Douste-Blazy, Bernard Stasi.
Els Jeunes Démocrates Sociaux (JDS) constituïren el moviment de joventut del CDS.